# Calamar (Guaviare)
Pour les articles homonymes, voir Calamar.
Calamar est une municipalité située dans le département de Guaviare, en Colombie.